# أغلايا بسيطة الأوراق
أغلايا بسيطة الأوراق (الاسم العلمي:Aglaia simplicifolia) هي نوع من النباتات تتبع جنس الأغلايا من الفصيلة الأزدرختية.